# Showdown (album, ELO)
Showdown je prvi kompilacijski album skupine Electric Light Orchestra (ELO), ki zajema skladbe iz začetka skupine, posnete pri založbi Harvest Records. To je bil prvi album skupine, ki je v Združenem kraljestvu vseboval hit single »Showdown«.

## Seznam skladb
Vse pesmi je napisal in uglasbil Jeff Lynne, razen kjer je posebej napisano.
| Stran 1 | Stran 1                                    | Stran 1                             | Stran 1 |
| Št.     | Naslov                                     | Album                               | Dolžina |
| ------- | ------------------------------------------ | ----------------------------------- | ------- |
| 1.      | „10538 Overture‟                           | The Electric Light Orchestra (1971) | 5:28    |
| 2.      | „From the Sun to the World (Boogie No. 1)‟ | ELO 2 (1973)                        | 8:15    |
| 3.      | „Whisper in the Night‟ (Roy Wood)          | The Electric Light Orchestra        | 4:44    |
| 4.      | „Queen of the Hours‟                       | The Electric Light Orchestra        | 3:21    |

| Stran 2 | Stran 2                               | Stran 2                                 | Stran 2 |
| Št.     | Naslov                                | Album                                   | Dolžina |
| ------- | ------------------------------------- | --------------------------------------- | ------- |
| 5.      | „Roll Over Beethoven‟ (Chuck Berry)   | ELO 2                                   | 7:00    |
| 6.      | „First Movement (Jumping Biz)‟ (Wood) | The Electric Light Orchestra            | 2:57    |
| 7.      | „In Old England Town (Boogie No. 2)‟  | ELO 2                                   | 6:50    |
| 8.      | „Showdown‟                            | ameriška izdaja On the Third Day (1973) | 4:08    |

## Glasbeniki
- Jeff Lynne – vokali, kitara, klavir, Moog
- Roy Wood – vokali, akustična kitara, bas, čelo, pihala
- Bev Bevan – bobni, tolkala
- Richard Tandy – klaviature, Moog
- Mike de Albuquerque – bas, spremljevalni vokali
- Wilfred Gibson – violina
- Mike Edwards – čelo
- Colin Walker – čelo
- Bill Hunt – rog, lovski rog
- Steve Woolam – violina